# Отри
Отри (фр. Autry) насеље је и општина у североисточној Француској у региону Шампањ-Арден, у департману Ардени која припада префектури Вузје.
По подацима из 2011. године у општини је живело 137 становника, а густина насељености је износила 8,38 становника/km². Општина се простире на површини од 16,34 km². Налази се на средњој надморској висини од 121 метар.

## Демографија
| 1962. | 1968. | 1975. | 1982. | 1990. | 1999. | 2011. |
| ----- | ----- | ----- | ----- | ----- | ----- | ----- |
| 141   | 187   | 156   | 141   | 133   | 127   | 137   |

График промене броја становника у току последњих година